# H. R. S. Records
H. R. S. Records was een onafhankelijk Amerikaans platenlabel, dat hotjazzmuziek uitbracht. Het werd in 1938 opgericht.

## Geschiedenis
H. R. S. Records ontstond als label van de door Steve Smith opgerichte Hot Record Society. Omdat de twee jaar oudere vereniging United Hot Clubs of America (U.H.C.A.) zich richtte op de heruitgave van niet meer verkrijgbare jazzklassiekers, ging H.R.S. Records zich toeleggen op de verkoop van nieuwe (soms eerder opgenomen) opnamen per postorder. In 1939 opende Smith de H.R.S. Record Shop in Midtown Manhattan, waar men zowel gebruikte als nieuwe jazzplaten kon kopen, alsook jazzbladen en -boeken.

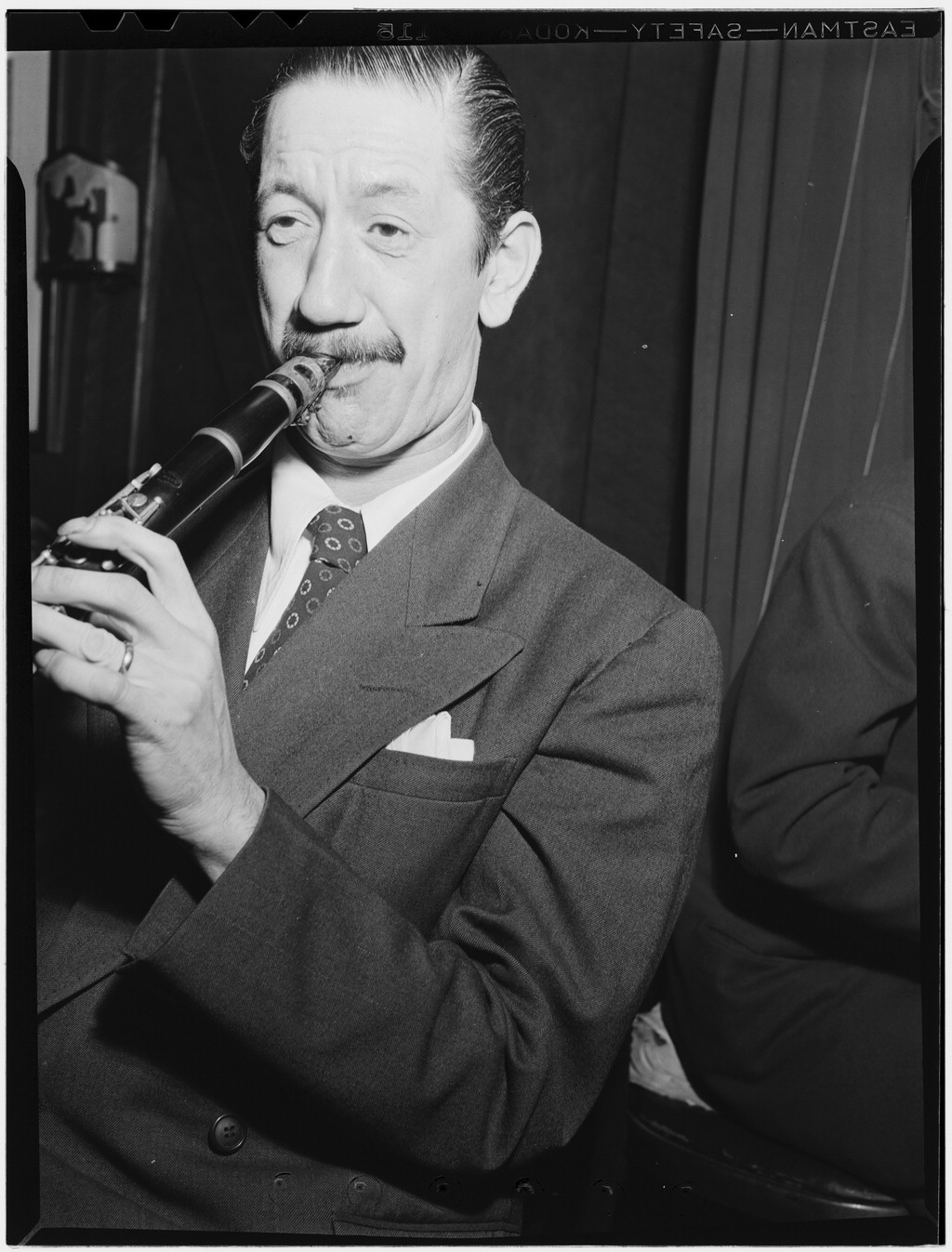
Pee Wee Russell, New York, 1946, Foto: William P. Gottlieb

Bij H.R.S. Records werden tussen augustus 1938 en september 1947 in totaal 124 nummers in 25 sessies opgenomen, nummers van Pee Wee Russell (wiens Baby, Won't You Please Come Home? tijdens de eerste sessie werd vastgelegd), Sidney Bechet/Muggsy Spanier, Rex Stewart, Jack Teagarden (St. James Infirmary), Sandy Williams, J.C. Higginbotham, Jimmy Jones, Babe Matthew/Joe Thomas, Harry Carney, Dicky Wells, Buck Clayton, Trummy Young, Billy Kyle, Russell Procope, Billy Taylor, Rex Stewart en Brick Fleagle (1945). Het label bracht bovendien oudere jazzopnamen uit, waaronder van Wolverine Orchestra (1924), de Chicago Loopers (een studiogroep rond Bix Beiderbecke, Frank Trumbauer en Frank Signorelli), de Cellar Boys, de Louisiana Rhythm Kings (1929), en verder van Billy Banks, Bessie Smith, Fletcher Henderson, Louis Armstrong en Miff Mole.
Na het einde van H.R.S. werden veel sessies op langspeelplaat uitgebracht door Riverside Records en Atlantic Records. In Europa verschenen ze ook wel op bootlegs. Alle opnamen werden in 1999 onder de titel The Complete H.R.S. Sessions in een box met zes cd's uitgebracht door Mosaic Records.